# Артану (Горж)
Артану (рум. Artanu) насеље је у Румунији у округу Горж у општини Негомир. Oпштина се налази на надморској висини од 191 m.

## Становништво
Према подацима из 2002. године у насељу је живело 769 становника, од којих су сви румунске националности.